# سه گر
سه گر، روستایی از توابع بخش کاکاوند شهرستان دلفان در استان لرستان ایران است.

## جمعیت
این روستا در دهستان کاکاوند غربی قرار دارد و براساس سرشماری مرکز آمار ایران در سال ۱۳۸۵، جمعیت آن ۵۷ نفر (۱۲خانوار) بوده‌است.